# Li Jianguo
Li Jianguo (chinesisch 李建国; * April 1946 in Juancheng, Shandong) ist ein chinesischer Politiker der Kommunistischen Partei Chinas (KPCh), der unter anderem zwischen 2008 und 2018 Vize-Vorsitzender des Ständigen Ausschusses des Nationalen Volkskongresses sowie von 2012 bis 2017 Mitglied des Politbüros der Kommunistischen Partei Chinas war. Darüber hinaus fungierte er von 2013 bis 2018 auch als Vorsitzender des Gesamtchinesischen Gewerkschaftsbundes.

## Leben

### Studium und Parteifunktionär in Tianjin
Li Jianguo, der zur Volksgruppe der Han gehört, begann nach dem Schulbesuch ein Studium an der Fakultät für chinesische Sprache an der Shandong-Universität. Nach dessen Abschluss war er von 1970 bis 1972 Mitarbeiter des Amtes für Kultur und Bildung des Stadtbezirks Ninghe und wurde 1971 Mitglied der Kommunistischen Partei Chinas (KPCh). Nachdem er zwischen 1972 und 1976 Mitarbeiter der Abteilung Öffentlichkeitsarbeit des Parteikomitees des Stadtbezirks Ninghe war, fand er von 1976 bis 1978 Verwendung als Mitarbeiter der Abteilung Öffentlichkeitsarbeit des Landwirtschaftsausschusses der regierungsunmittelbaren Stadt Tianjin sowie zwischen 1978 und 1981 als Mitarbeiter der Allgemeinen Abteilung des Parteikomitees von Tianjin. Im Anschluss war er von 1981 bis 1983 zunächst stellvertretender Direktor sowie daraufhin zwischen 1983 und 1989 Direktor der Allgemeinen Abteilung des Parteikomitees von Tianjin. Zugleich war er von 1988 bis 1989 auch stellvertretender Generalsekretär des Parteikomitees von Tianjin und damit einer der engsten Mitarbeiter des dortigen Parteisekretärs Li Ruihuan.
1989 übernahm Li Jianguo den Posten als Generalsekretär des Parteikomitees der Stadt Tianjin und verblieb in dieser Funktion bis 1992. Zugleich war er zwischen 1991 und 1992 auch Sekretär des Parteikomitees des Stadtbezirks Heping sowie von 1991 bis 1997 Mitglied des Ständigen Ausschusses des Parteikomitees von Tianjin. Er fungierte zwischen 1992 und 1997 als stellvertretender Sekretär des Parteikomitees von Tianjin und wurde auf dem XIV. Parteitag der Kommunistischen Partei Chinas 1992 Kandidat des Zentralkomitee (ZK) der Kommunistischen Partei Chinas.

### Provinzparteisekretär, Mitglied des Politbüros und Vorsitzender des Gewerkschaftsbundes
Im August 1997 löste Li Jianguo An Qiyuan als Sekretär des Parteikomitees der Provinz Shaanxi ab und hatte diese Funktion bis zum 25. März 2007 ab, woraufhin Zhao Leji sein dortiger Nachfolger wurde. Er war zudem zwischen 1997 und 2007 auch Mitglied des Ständigen Ausschusses des Parteikomitees der Provinz Shaanxi. Auf dem XV. Parteitag wurde er 1997 außerdem erstmals Mitglied des Zentralkomitees und gehörte diesem Gremium nach seinen Wiederwahlen auf dem XVI. Parteitag (2002), XVII. Parteitag (2007) sowie XVIII. Parteitag (2012) zwanzig Jahre lang bis zum XIX. Parteitag 2017 an. Darüber hinaus war von 1998 bis 2007 auch Vorsitzender des Ständigen Ausschusses des Volkskongresses der Provinz Shaanxi. Am 26. März 2007 übernahm er von Zhang Gaoli den Posten als Sekretär des Parteikomitees der Provinz Shandong und hatte diesen Posten bis zu seiner Ablösung durch Jiang Yikang am 31. März 2008 inne.
Am 18. März 2008 wurde Li Vize-Vorsitzender des Ständigen Ausschusses des Nationalen Volkskongresses und hatte dieses Amt zehn Jahre lang bis zum 18. März 2018 inne. Zudem fungierte er als Nachfolger von Sheng Huaren zwischen März 2008 und März 2013 auch als Generalsekretär des Ständigen Ausschusses des Nationalen Volkskongresses. Auf dem XVIII. Parteitag 2012 wurde er Mitglied des Politbüros der Kommunistischen Partei Chinas und gehörte diesem Führungsgremium der KPCh ebenfalls bis zum XIX. Parteitag 2017 an. Im März 2013 wurde er des Weiteren Nachfolger von Wang Zhaoguo Vorsitzender des Gesamtchinesischen Gewerkschaftsbundes und hatte diese Funktion bis März 2018 inne, woraufhin Wang Dongming sein Nachfolger wurde. Seit 2017 ist er Mitglied der Zentralen Lenkungsgruppe des ZK der KPCh für umfassende vertiefende Reformen.

## Weblink
- Eintrag in China Vitae